# 南部泰三
南部 泰三（なんぶ たいぞう、1916年4月13日 - 没年不詳）は、日本の映画監督、脚本家、映画プロデューサーである。本名は松角 知己男（まつかど ちきお）。1936年（昭和11年）に大都映画に入社して助監督となり、その後、大毎東日映画部、日本映画社、満洲映画協会を経て、第二次世界大戦後に独立した。1964年（昭和39年）から成人映画を手がけ、黎明期の作家とされる。第八芸術映画プロダクション代表、「亜細亜文化振興会」情報部長を歴任した。

## 人物・来歴
1916年（大正5年）4月13日、長崎県北高来郡湯江村（現在の同県諫早市高来町湯江）に生まれる。叔父に新国劇理事を経て、戦後、東宝取締役、東宝舞台代表取締役社長を歴任した俵藤丈夫（1893年 - 1964年）がいる。
旧制・長崎県立諫早中学校（現在の長崎県立諫早高等学校）に進学し、1933年（昭和8年）3月に四年次修了をもって東京に移り、同年4月、東京府豊多摩郡和田堀内村（現在の東京都杉並区）にある旧制・高千穂高等商業学校（現在の高千穂大学）に入学する。このとき満17歳であった南部は、映画・演劇に興味を抱き、同校に在籍しながら、神田区三崎町（現在の千代田区神田三崎町）にあった日本大学法文学部文学科芸術学専攻（現在の日本大学藝術学部）の聴講生になる。
1936年（昭和11年）3月、高千穂高等商業学校を第25回生として卒業するとともに、叔父の俵藤丈夫の紹介を得て、同年4月、大都映画に入社する。演出部に配属され、助監督として大伴麟三（当時は龍三）、石山稔、益田晴夫らに師事する。1940年（昭和15年）には大毎東日映画部（現在の毎日映画社）に移籍し、ニュース映画・文化映画に携わる。同社は同年4月には戦時統制のため日本ニュース映画社（のちの日本映画社）に統合されており、この時期に本名の松角 知己男の名で監督に昇進、短篇映画『国民強歩行軍譜・歩け歩け』を伊奈太郎と共同で監督したが、同作が公開されたのは1941年（昭和16年）12月11日であった。1942年（昭和17年）には日本映画社の海外版製作部に異動になったが、翌1943年（昭和18年）には満洲映画協会（満映）に移籍し、大陸へ渡る。1944年（昭和19年）に結婚した。
1945年（昭和20年）8月15日に第二次世界大戦は終了したが、南部が内地へ引き上げてきたのは1949年（昭和24年）であった。同年10月、映画製作会社・東芸映画プロダクションを設立する。この時期の監督作はいずれも本名で発表しており、1951年（昭和26年）8月28日に公開された『肉体の幻想』、1954年（昭和29年）3月16日に完成した『裸になった蝶々さん』の2作の短篇映画が記録に残っている。1960年（昭和35年）には『危険な火遊び』を新東宝の当時の社長であった大蔵貢の意向を受けて製作、監督したが、同年12月1日に大蔵が退陣したことを受けて、同社は買い取りを見送り、公開が見送られた。同作のクレジットは南部 泰三であった。同作と洋画短篇二本を組み合わせて「世界悩殺特集」として公開したとする資料も存在するが、公開日は不明である。
1964年（昭和39年）4月、南部は自社の社名を第八芸術映画プロダクションと改称、製作だけでなく自社配給も行うようになる。同年、『女体難破船』を製作・監督、日本シネマの配給により同年6月26日に公開されたが、これが南部の最初の成人映画である。以降、1966年（昭和41年）4月に公開された『赤い渦』までの2年間、朝日陽子や湯川美沙をおもに主演に起用して、14本の成人映画を量産した。『日本映画発達史』の田中純一郎は、同書のなかで成人映画黎明期のおもな脚本家・監督として、若松孝二、高木丈夫（本木荘二郎の変名）、小林悟、新藤孝衛、糸文弘、小川欽也、小森白、山本晋也、湯浅浪男、宮口圭、深田金之助、藤田潤一、小倉泰美、浅野辰雄、渡辺護、片岡均（水野洽の変名）、福田晴一とともに、南部の名を挙げている。渡辺護は、南部の監督作のうち『殺られた女』、『悶える女子学生』、『ただれた愛欲』のチーフ助監督を務めたという。渡辺によれば、南部は「もう裸があれば評判になる。それがあれば、この映画はいいんだから、あとの芝居なんかどうでもいい」という考えであったという。
1965年（昭和40年）には、東南アジアを視野に置いた、映画やテレビの人材を養成するために「第八芸術集団」を設立し、劇場用の成人映画の製作に並行し、記録映画・PR映画も並行して製作した。1967年（昭和42年）には台湾に渡り、台湾語映画『霧夜香港』を何基明と共同で監督、同作は同年2月19日に台湾で公開されている。同作には台湾の俳優のほか、日本から山田美恵子、大西康子らが出演した。
1971年（昭和46年）以降の作品が不明であるが、1976年（昭和51年）12月24日に発行された『日本映画監督全集』の南部の項には、新宿区北新宿の所在地が書かれており、満60歳の当時は存命であったとされる。以降の消息は不明である。

## フィルモグラフィ
クレジットはすべて「監督」である。東京国立近代美術館フィルムセンター（NFC）、デジタルミーム等の所蔵状況についても記す。
- 『国民強歩行軍譜・歩け歩け』[1]（『歩け歩け』[5]） : 製作大毎東日映画部、配給東宝ニュース、1941年12月11日公開（短篇映画） - 伊奈太郎と共同で監督（監督デビュー作）・「松角知己男」名義
- 『肉体の幻想』 : 製作東芸映画プロダクション、1951年8月28日公開（短篇映画） - 監督・「松角知己男」名義
- 『裸になった蝶々さん』 : 製作東芸映画プロダクション、1954年3月16日完成（短篇映画） - 監督・原作・脚本・「松角知己男」名義
- 『爆発する青春』 : 製作東芸映画プロダクション、1960年公開
- 『狂える青春』 : 製作東芸映画プロダクション、1960年公開
- 『危険な火遊び』 : 主演館山邦子、製作東芸映画プロダクション、配給新東宝、1960年製作（未公開） - 36分の上映用プリントをNFCが所蔵[4]

- 『女体難破船』 : 製作千葉実、主演風間玲子、製作第八芸術映画プロダクション、配給日本シネマ、1964年6月26日公開（成人映画・映倫番号 13394）[16]
- 『赤い牝猫』 : 主演朝日陽子、製作・配給第八芸術映画プロダクション、1964年8月公開（成人映画・映倫番号 13653）[16] - 90分の16mmフィルム版上映用プリントをデジタルミームが所蔵[8]
- 『殺られた女』[8]（『殺された女』[5][6][7][16]） : 主演南里洋子、助監督渡辺護、製作第八芸術映画プロダクション、配給映画日本新社、1964年10月公開（成人映画・映倫番号 13740） - 80分の16mmフィルム版上映用プリントをデジタルミームが所蔵[8]
- 『悶える女子学生』 : 主演築地容子、助監督・脚本渡辺護、製作高千穂映画、1964年11月公開（成人映画・映倫番号 13785）
- 『血だらけの乳房』 : 製作三木光人、主演ガンタ・E・ヴィチャック、製作・配給内外フィルム、1964年11月公開（成人映画・映倫番号 13584）[16]
- 『色じかけ』 : 主演芦原しのぶ、製作高千穂映画、1965年1月公開（成人映画・映倫番号 13845） - 78分の16mmフィルム版上映用プリントをデジタルミームが所蔵[8]
- 『ただれた愛欲』 : 主演朝日陽子、助監督渡辺護、製作第八芸術映画プロダクション、1965年1月公開（成人映画・映倫番号 13803）
- 『しゃぶりつくせ』 : 脚本吉田義昭、主演朝日陽子、製作第八芸術映画プロダクション、配給高千穂映画、1965年2月公開（成人映画・映倫番号 13894）
- 『女こまし SUKEKOMASI』[4]（『女こまし』[5][6][7][8]） : 製作井上猛夫、企画黒木啓介、脚本糸文弘、主演真杉美恵子、製作第八芸術映画プロダクション、配給センチュリー映画社、1965年4月公開（成人映画・映倫番号 13943） - 76分の上映用プリントをNFCが所蔵[4]、80分の16mmフィルム版上映用プリントをデジタルミームが所蔵[8]
- 『陰獣』 : 企画城月三郎、脚本火石利男、主演湯川美沙、製作東京三映社、1965年7月公開（成人映画・映倫番号 14069）
- 『処女無残』 : 脚本樹田駿介・南部泰三、主演湯川美沙、製作第一プロダクション[7]（東洋プロダクション[6]）、配給葵映画[18]、1965年9月21日公開（成人映画・映倫番号 14110）
- 『欲望のあらし』 : 製作田中忠夫、脚本樹田駿介、主演朝日陽子、製作東京三映社、1965年11月公開（成人映画・映倫番号 14177）
- 『ヌーベルバーグの男たち』 : 1965年公開
- 『獣の欲望』 : 製作本橋豊重、企画斉藤隆志、脚本樹田駿介、主演朝日陽子、製作豊映プロダクション、配給日本シネマ、1966年2月22日公開（成人映画・映倫番号 14296） - 76分の上映用プリントをNFCが所蔵[4]
- 『赤い渦』 : 脚本山口捷平、主演朝日陽子、製作住吉プロダクション、1966年4月公開（成人映画・映倫番号 14401）
- 『霧夜香港』 : 製作葉金龍・閻春和、製作・配給玉山電影事業、1967年2月19日台湾公開 - 何基明と共同で監督
- 『肌香』 : 1970年公開
- 『龍炎』 : 1971年公開
- 『会津武家屋敷』 : 1971年公開